# ルドラダーマン
ルドラダーマン（Rudradaman、在位：2世紀半ば）は古代インドの北西部を支配した西クシャトラパ王朝の王。事跡のはっきりしない西クシャトラパ王の中で例外的にまとまった史料が発見されている。

## 来歴

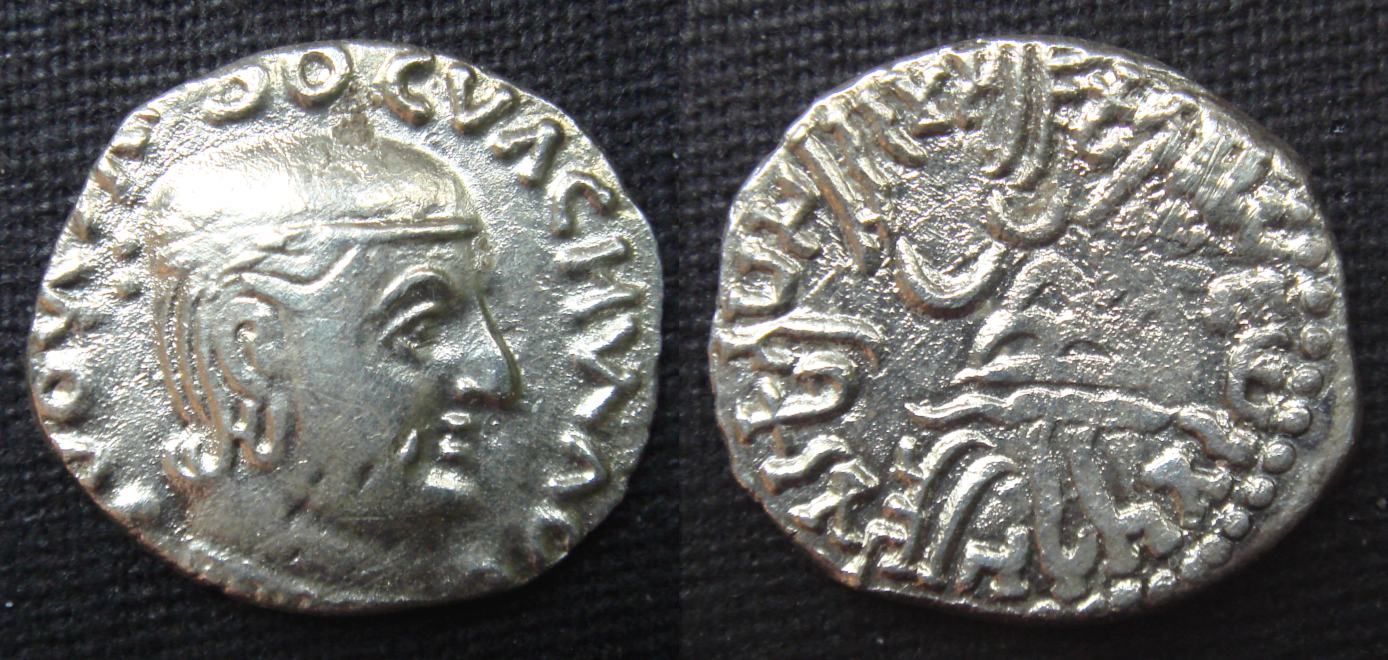
ルドラダーマンの銀貨

西クシャトラパの王族の1人として生まれた。彼は西暦150年頃にマウリヤ朝時代に時代に建設された貯水用の人造湖（スダルシャナ湖）が暴風雨のために破壊されたためにそれを修復した。その時記念碑を建て、その中で即位後の彼の治績が述べられている。
その碑文によればアーカラーヴァンティ、アーナルッタなど彼が支配した国は11以上に及び、金銀財宝で倉庫を埋め尽くし、自らマハークシャトラパ（ mahakshatrapa）を称したという。ルドラダーマンの勢力範囲がインド中央部とカリンガ地方にまで及んだという説もある。当時インド中央部で勢力を持っていたサータヴァーハナ朝の王ヴァーシシティープトラ・シュリー・シャータカルニには自分の娘を嫁がせて姻戚関係を結んでいたが、対立が生じサータヴァーハナ朝を攻撃して勝利した。この時縁戚関係から完全に王朝を滅ぼす事はしなかったといわれる。
バラモン教を保護したルドラダーマンは、当時は一種神格化された王でもあり、僧侶達は彼の名前を繰り返し唱えたという。これは王の名を唱えると果報が得られるという古代インドの習俗の古い例である。
王の死後ルドラシムハ1世が王（クシャトラパ）となった。彼はルドラダーマンの息子である。